# 토비 도슨
토비 수철 도슨(영어: Toby Soo-cheol Dawson, 1978년 11월 30일 ~ )은  미국의 프리스타일 스키 선수이다. 한국인 입양아 출신으로 2006년 동계 올림픽 남자 모굴 동메달을 획득했다.
대한민국 부산광역시에서 태어났으며, 원래 이름은 김봉석이다. 1981년 그는 모친을 따라 부산 동구 범일동 중앙시장에 갔다가 인파에 밀려 미아가 되었다. 그는 길거리에서 보호소로 옮겨졌다. 그의 부모는 그를 찾기 위해 온갖 노력을 했으나 실패했다. 한편 보호소로 옮겨진 그는 자신의 이름을 말하기에는 너무 어려 김수철이라는 새로운 이름이 지어졌으며, 보호자가 나타나지 않자 홀트 아동복지회를 통해 외국으로의 입양이 결정되었다.
이에 따라 김수철은 1982년 미국 콜로라도주의 백인 가정에 입양되어 그 곳에서 토비 도슨이라는 새 이름을 얻었다. 그의 양부모는 스키 강사로, 토비 도슨에게도 곧 스키를 가르쳤다. 그는 스키에 바로 두각을 나타내었고, 프리스타일의 모굴 선수가 되었다. 1998년 미국 국가 대표로 선발되었고, 월드컵 대회에서 여러 차례 우승하였다. 2003년 ~ 2004년 시즌 월드컵 대회 종합 2위에 올랐고, 2005년 세계 선수권 듀얼 부문에서 우승하였다. 그 사이 세계적인 프리스타일 스키 선수로 대한민국 언론에도 몇 차례 소개되었으며, 대한민국에서 열린 경기대회에도 참가하는 등 몇 차례 대한민국을 방문하였다.
그는 2006년 토리노 동계올림픽에서 미국 대표로 선발되어 출전하였으며, 동메달을 획득하였다. 이에 따라 그의 사연은 미국과 대한민국 양국에서 모두 큰 반향을 불러 일으켰으며, 언론을 통해 직접 친부모를 찾고 싶다고 밝혔다. 이에 따라 대한민국 각지에서 자신이 토비 도슨의 친부모일 것 같다고 하는 사람들이 수십명 이상 나타났으나, 부산에서 버스 운전을 하는 김재수라는 남성이 토비 도슨과 흡사한 외모와 여러 가지 주변 정황상 그의 생부일 가능성이 높아 보여 다른 주장자에 비해 더욱 주목을 받았다. 그러나 토비 도슨은 한꺼번에 너무 많은 사람들이 친부모라 주장하여 혼란을 느꼈으며, 친부모를 찾는 일에 신중을 기하기로 하였다. 이에 따라 곧 대한민국에서 열릴 대회에 참가하면서 친부모를 찾으려던 계획도 포기하고 대회에 불참하였다.
그 후 유전자 검사를 통해 김재수는 토비 도슨의 생부라는 것이 최종적으로 확인되었으며
, 그는 2007년 2월 대한민국을 방문하여 생부와 상봉하였다.
2007년 5월에는 대한민국에서 연인 관계이던 미국인 여성과 한국식 전통 혼례 방식으로 결혼식을 올려 눈길을 끌었다.
그는 2006년 여름, 스키 선수 생활을 그만두고 골프로 전향, 프로 골프 선수가 되기 위해 훈련중이다. 대한민국 동계스포츠 발전을 위한 활동을 하여, 2014년 평창 동계올림픽 명예홍보대사로 활동했으며, 대한민국 스키장에서 어린 선수들에게 모글 스키를 지도하기도 했다.
현재 그는 대한민국 프리스타일 스키 국가대표의 감독직을 맡고 있다.
그가 선수생활 당시에 기록한 수상기록으로는
1998년 FIS(국제스키연맹) 모굴스키대회 금메달
2002년 스키월드컵 모굴부문 금메달
2003년 세계스키챔피언십 동메달
2003년 스키월드컵 모굴부문 동메달
2004년 스키월드컵 모굴부문 금메달, 동메달
2005년 세계스키챔피언십 금메달
2006년 스키월드컵 모굴부문 금메달, 동메달
2006년 동계올림픽 모굴부문 동메달
이외에도 여럿이 있다.